# Tour de France de 1910
O Tour de France 1910, foi a oitava edição da Volta da França realizada entre os dias 3 de julho e 31 de julho de 1910.
Foram percorridos 4737 km, sendo a prova dividida em 15 etapas. O vencedor alcançou uma velocidade média de 28,680 km/h.
Participaram desta competição 110 ciclistas, e chegaram a Paris 41 competidores.
A largada aconteceu no "Pont de la Jatte" , e a linha final da competição foi no "Parc des Princes".

## Resultados

### Classificação geral

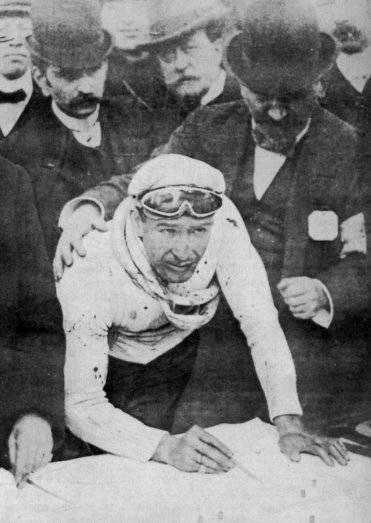
Charles Crupelandt
ciclista francês (1886-1955)
6º colocado.

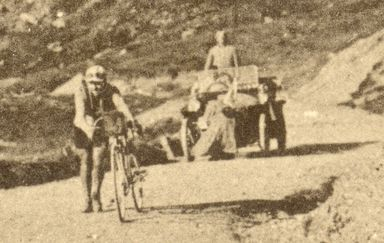
Octave Lapize
Subida do Col du Tourmalet nos Pirenéus.

| Posição | Nome                 | País       | Pontos |
| ------- | -------------------- | ---------- | ------ |
| 1       | Octave Lapize        | França     | 63     |
| 2       | François Faber       | Luxemburgo | 67     |
| 3       | Gustave Garrigou     | França     | 86     |
| 4       | Cyrille Van Hauwaert | Bélgica    | 97     |
| 5       | Charles Cruchon      | França     | 119    |
| 6       | Charles Crupelandt   | França     | 148    |
| 7       | Ernest Paul          | França     | 154    |
| 8       | André Blaise         | Bélgica    | 166    |
| 9       | Julien Maitron       | França     | 171    |
| 10      | Aldo Bettini         | Italy      | 175    |

### Etapas
| Etapa | Data        | Percurso           | km  | Vencedor da etapa  | Líder classificação geral |
| 1ª    | 3 de julho  | Paris - Roubaix    | 272 | Charles Crupelandt | Charles Crupelandt        |
| 2ª    | 5 de julho  | Roubaix - Metz     | 398 | François Faber     | François Faber            |
| 3ª    | 7 de julho  | Metz - Belfort     | 259 | Émile Georget      | François Faber            |
| 4ª    | 9 de julho  | Belfort - Lyon     | 309 | François Faber     | François Faber            |
| 5ª    | 11 de julho | Lyon - Grenoble    | 311 | Octave Lapize      | François Faber            |
| 6ª    | 13 de julho | Grenoble - Nice    | 345 | Julien Maitron     | François Faber            |
| 7ª    | 15 de julho | Nice - Nîmes       | 345 | François Faber     | François Faber            |
| 8ª    | 17 de julho | Nîmes - Perpignan  | 216 | Georges Paulmier   | François Faber            |
| 9ª    | 19 de julho | Perpignan - Luchon | 289 | Octave Lapize      | François Faber            |
| 10ª   | 21 de julho | Luchon - Baiona    | 326 | Octave Lapize      | François Faber            |
| 11ª   | 23 de julho | Baiona - Bourdeaux | 326 | Ernest Paul        | François Faber            |
| 12ª   | 25 de julho | Bourdeaux - Nantes | 391 | Louis Trousselier  | François Faber            |
| 13ª   | 27 de julho | Nantes - Brest     | 321 | Gustave Garrigou   | Octave Lapize             |
| 14ª   | 29 de julho | Brest - Caen       | 424 | Octave Lapize      | Octave Lapize             |
| 15ª   | 31 de julho | Caen - Paris       | 262 | Ernesto Azzini     | Octave Lapize             |

CR = Contra-relógio individual
CRE = Contra-relógio por equipes